# Музей Митрополита Андрея Шептицького
Му́зей Ми́трополита А́ндрея Ше́птицького — єдиний в Україні та діаспорі музей Андрея Шептицького, який створений в сусідньому зі львівською загальноосвітньою школою № 34 імені Маркіяна Шашкевича будинку, за ініціативи заслуженого вчителя України Ігоря Федика та підтримки духовенства і керівних органів.
Наказом Міністерства освіти і науки України № 353 від 13 червня 2005 року музею було присвоєно звання «Зразковий музей».

## Історія музею
Школа імені Маркіяна Шашкевича тісно пов'язана з іменем Митрополита Андрея Шептицького. Саме завдяки Митрополитові була створена перша у Львові українська державна школа, понад 40 років Шептицький опікувався цим навчальним закладом.
З ініціативи заслуженого вчителя України Ігоря Федика, за підтримки духовенства та керівних органів було відкрито єдиний в Україні та діаспорі музей Андрея Шептицького. Музей Митрополита Андрея Шептицького було відкрито ще 1992 року, але офіційна реєстрація музею відбулася 4 лютого 2005 року.

## Експозиція
Експозиція музею складається з таких розділів:
- «Молоді роки митрополита Андрея. Родина Шептицьких»;
- «Початок релігійної, громадської, харитативної та освітянської діяльності Слуги Божого Митрополита Андрея Шептицького»;
- «Митрополит Андрей Шептицький і діти»;
- «Розстріляна церква»;
- «Останні роки життя та діяльність Митрополита Андрея»,
- «Документи та книги Митрополита Андрея»;
- «Матеріали про життя та діяльність Митрополита Андрея Шептицького. Портрет Митрополита Андрея»

У музеї також зібрано багато експонатів і документів, що стосуються життя та діяльності Митрополита Андрея.
Крім щоденних екскурсій в музеї проводяться тематичні вечори, літературно-мистецькі заходи, щорічні урочистості до Дня пам'яті Митрополита. При музеї діє читальний зал, в якому працюють учні, вчителі шкіл, студенти та викладачі Львівських вищих навчальних закладів.

## Керівник музею
Керівником музею є вчитель історії — Федик Ігор Іванович, якому у 1992 році Президент України Леонід Кравчук за видатні педагогічні і наукові досягнення присвоїв звання «Заслужений вчитель України».